# Contea di Tyler (Virginia Occidentale)
La contea di Tyler ( in inglese Tyler County ) è una contea dello Stato della Virginia Occidentale, negli Stati Uniti. La popolazione al censimento del 2000 era di 9 592 abitanti. Il capoluogo di contea è Middlebourne.